# Georg Heinrich von Merz
Georg Heinrich Merz, ab 1874 von Merz, (* 8. August 1816 in Crailsheim; † 31. Dezember 1893 in Stuttgart) war Prälat und Generalsuperintendent von Reutlingen.
Er studierte Theologie in Tübingen und war dort Gründungsmitglied der Tübinger Königsgesellschaft Roigel. 1840 erfolgte die Promotion zum Dr. phil. Er absolvierte das Vikariat in Schwäbisch Hall und war anschließend in Münchingen, Magstadt, Hochdorf (Riß), Aalen und Neuenstadt am Kocher tätig, bevor er 1849 zum Stadtpfarrer von Schwäbisch Hall ernannt wurde. 1863 erfolgte die Ernennung zum Dekan von Marbach. 1868 war er Mitglied der Lehrplankommission und von 1869 bis 1873 Oberkonsistorialrat. Ab 1869 bis 1888 war er zudem Landesherrliches Mitglied der ersten bis vierten Evangelischen Landessynode.
1873 wurde Merz zum Prälaten und Generalsuperintendenten von Reutlingen ernannt, wodurch er ab 1874 auch Abgeordneter der Zweiten Kammer der Württembergischen Landstände war. Er verstarb im Amt. Außerdem war er Vorsitzender des Vereins für Christliche Kunst der evangelischen Kirche Württembergs sowie Redakteur des Christlichen Kunstblatts.

## Ehrungen
- 1871: Ritterkreuz II. Klasse des Ordens der Württembergischen Krone
- 1874: Ritterkreuz I. Klasse des Ordens der Württembergischen Krone, welches mit dem persönlichen Adelstitel (Nobilitierung) verbunden war